# Murder, He Says
Murder, He Says (Brasil: Ninho da Serpente ) é um filme estadunidense de 1945, do gênero comédia maluca (screwball comedy), dirigido por George Marshall e estrelado por Fred MacMurray e Helen Walker. Lançado quando Arsenic and Old Lace, de tema semelhante, fazia sucesso nas telas, o filme foi igualmente bem sucedido. O astro MacMurray e Marjorie Main destacam-se em um elenco uniformemente elogiado pela crítica.

## Sinopse
Pete Marshall, um vendedor de seguros às voltas com estatísticas, tenta encontrar um colega que desapareceu em alguma localidade rural dos Estados Unidos. Ele acaba por conhecer a família Fleagle, cujos membros são ladrões e assassinos. Encontra também a bela Claire Matthews, que deseja limpar o nome do pai, indevidamente acusado de ajudar Bonnie Fleagle no roubo de um banco. Agora todos estão à  procura dos 70 000 dólares que Bonnie escondeu antes de ser presa.

## Elenco
| Ator/Atriz     | Personagem        |
| -------------- | ----------------- |
| Fred MacMurray | Pete Marshall     |
| Helen Walker   | Claire Matthews   |
| Marjorie Main  | Mamãe Fleagle     |
| Jean Heather   | Elany Fleagle     |
| Porter Hall    | Johnson           |
| Peter Whitney  | Mert/Bert Fleagle |
| Mabel Paige    | Vovó Fleagle      |
| Barbara Pepper | Bonnie Fleagle    |